# 施托尔曼县
施托尔曼县（德語：Kreis Stormarn）是德国石勒苏益格-荷尔斯泰因州的一个县，属于汉堡大都市区，首府巴特奥尔德斯洛。该县得名于施托尔曼地区。